# Fu Jiang
Der Fluss Fu Jiang oder Fujiang (涪江,  Fú Jiāng) ist ein Nebenfluss des Jialing Jiang in Südwestchina. 
Er entspringt im Süden des Kreises Jiuzhaigou im Grenzgebiet zum Kreis Sungqu (Songpan) auf dem Xuebaoding 雪宝顶, dem Hauptgipfel des Minshan-Gebirges (岷山,  Min Shan) in der chinesischen Provinz Sichuan und fließt südostwärts durch den Kreis Pingwu, durch Jiangyou, Mianyang, Santai, Shehong, Suining und im Gebiet von Chongqing durch Tongnan und schließlich Hechuan, wo er in den Jialing Jiang mündet. Er ist ca. 700 km lang und von Pingwu bis Hechuan schiffbar.